# Иващенко, Андрей Александрович
Андре́й Алекса́ндрович Ива́щенко (род. 29 октября 1967, Ленинград, СССР) — доктор технических наук. Профессор РАН, заведующий кафедрой инновационной фармацевтики, медицинской техники и биотехнологии Московского физико-технического института. Почётный профессор Московского физико-технического института. Председатель совета директоров группы компаний «Химрар».

## Биография
Родился 29 октября 1967 года в Ленинграде. После окончания школы планировал поступать на биологический факультет МГУ, но в итоге поступил в Московский физико-технический институт, который окончил в 1990 году. В 1994 году получил степень MBA в Сингапурском филиале Университета Лондона.
Свою предпринимательскую карьеру А. А. Иващенко начал ещё будучи студентом МФТИ, когда в 1988 году он с однокурсниками создал международную организацию по обмену студентами между МФТИ и университетами Базеля, Цюриха, Фрайбурга, Гейдельберга. За три года в программе обмена приняли участие более 200 студентов.
В 1991 году начал работать в группе компаний INEL, где являлся ведущим экспертом, исполнительным директором, финансовым директором и вице-президентом по развитию бизнеса.
В 1995 году по приглашению отца Александра Васильевича Иващенко присоединился к его бизнесу, со своим партнёром Николаем Савчуком, в качестве эксперта и директора по международным продажам и развитию бизнеса, который впоследствии возглавил, став председателем совета директоров группы компаний «Химрар». Входит в наблюдательные советы БФК «Северный» (с 2010 года), Московского физико-технического института (с 2012 года). С 2013 года — член правления некоммерческого партнёрства «Физтех-Союз», объединяющего выпускников МФТИ. Является Председателем координационного совета Центра живых систем и биофарминжиниринга МФТИ.
В 2015 году стал лидером рабочей группы «НейроНет» НТИ при президиуме Совета по модернизации экономики и инновационному развитию при Президенте Российской Федерации.
В 2017 году в партнёрстве с ГК «Агама» и «Вкусвилл» стал сооснователем венчурного фонда «ТилТех Капитал» для поддержки технологических предпринимателей и «организаций будущего» (компаний нового типа).
В 2020 году возглавил экспертную группу по направлению «Новые виды предпринимательской деятельности, основанные на внедрении передовых технологий (НТИ)».

## Общественная деятельность
Член Совета круглого стола промышленников России и ЕС (с 2010 года), экспертной коллегии Фонда развития Центра разработки и коммерциализации новых технологий «Сколково» по кластеру биологических и медицинских технологий (с 2010 года), Совета по развитию фармацевтической и медицинской промышленности при Правительстве Российской Федерации (2011—2012), Совета при Президенте Российской Федерации по науке, технологиям и образованию (2011—2012), подкомиссии по вопросам обращения лекарственных средств при Правительственной комиссии по вопросам охраны здоровья граждан (с 2014 года), Экспертного совета при Минпромторге России по развитию фармацевтической промышленности (с 2014 года).
С 2012 года входит в экспертный совет при Правительстве РФ.
Член наблюдательного совета АНО «Университет 2035». Один из основателей Фонда развития Физтех-лицея и Физтех — школ, координатор программ развития. Член Попечительского совета кластера «Физтех XXI».

## Научная деятельность
Работал в группе Новикова Д. А. и Буркова В. Н. при Институте проблем управления имени В. А. Трапезникова РАН. Занимался изучением «теории игр» и «теории активных систем». Автор более 250 научных работ и патентов на изобретения (Россия, США, Европа, Япония).
В 2004 году защитил кандидатскую диссертацию по теме «Модели и методы управления организационными проектами». В 2008 году стал доктором технических наук, защитив диссертацию на тему «Модели и методы управления инновационным развитием фирмы».
С 2010 года — заведующий кафедрой инновационной фармацевтики, медицинской техники и биотехнологии Московского физико-технического института.

## Награды
- Благодарность Президента Российской Федерации (2012)[12]
- Благодарность Президента Российской Федерации (2016)[12]
- Почётная грамота Министерства промышленности и торговли РФ (2015)[12]